# Rites of Summer
Rites of Summer è l'undicesimo album in studio del gruppo musicale statunitense Spyro Gyra, pubblicato nel giugno 1988.
Il disco è stato classificato al primo posto dalla rivista settimanale statunitense Billboard per la categoria Top Contemporary Jazz Album.

## Tracce
1. Claire's Dream (Jay Beckenstein) – 5:38
2. Daddy's Got a New Girl Now (Jay Beckenstein) – 4:02
3. Limelight (Dave Samuels) – 4:27
4. Shanghai Gumbo (Julio Fernandez) – 4:28
5. Innocent Soul (Tom Schuman) – 4:52
6. No Man's Land (Jeremy Wall) – 5:37
7. Yosemite (Jeremy Wall) – 5:21
8. The Archer (Richie Morales) – 4:59
9. Captain Karma (Tom Schuman) – 5:40

## Formazione
- Jay Beckenstein – sassofoni
- Tom Schuman – tastiere
- Richie Morales – batteria
- Oscar Cartaya – basso
- Julio Fernandez – chitarra
- Dave Samuels – marimba, vibrafono e percussioni